# Renata Rak
Renata Urszula Rak z domu Woropaj (ur. 29 czerwca 1973 w Szczecinku) – polska nauczycielka, działaczka samorządowa i polityk, posłanka na Sejm X kadencji.

## Życiorys
Absolwentka biologii na Wydziale Biologii, Geografii i Oceanologii Uniwersytetu Gdańskiego (1997). Podjęła pracę jako nauczycielka, została wicedyrektorką Zespołu Szkół Technicznych w Szczecinku.
Działała w radzie osiedla. W wyborach w 2014 bezskutecznie kandydowała do rady miejskiej Szczecinka z ramienia Platformy Obywatelskiej (uzyskała 245 głosów). W 2016 została jednak radną w wyniku wyborów uzupełniających. W 2018 została natomiast wybrana na radną powiatu szczecineckiego; startowała z ramienia Koalicji Obywatelskiej, otrzymując 417 głosów.
W wyborach parlamentarnych w 2023 kandydowała do Sejmu z szóstego miejsca listy KO w okręgu koszalińskim. Uzyskała mandat posłanki X kadencji z wynikiem 9170 głosów (drugi wynik wśród kandydatów KO w okręgu).

## Życie prywatne
Zawarła związek małżeński z Danielem Rakiem, który pełnił funkcję burmistrza Szczecinka.

## Wyniki wyborcze
| Wybory | Komitet wyborczy      | Okręg wyborczy | Organ                        | Wynik        |
| ------ | --------------------- | -------------- | ---------------------------- | ------------ |
| 2014   | Platforma Obywatelska | nr 2           | Rada Miasta Szczecinek       | 245 (33,61%) |
| 2018   | Koalicja Obywatelska  | nr 1           | Rada Powiatu Szczecineckiego | 417 (2,74%)  |
| 2023   | Koalicja Obywatelska  | nr 40          | Sejm X kadencji              | 9170 (2,85%) |